# St. Louis (Oklahoma)
Saint Louis és un poble dels Estats Units a l'estat d'Oklahoma. Segons el cens del 2000 tenia 6 habitants.

## Demografia
Segons el cens del 2000, Saint Louis tenia 206 habitants, 82 habitatges, i 56 famílies. La densitat de població era de 8,5 habitants per km².
Dels 82 habitatges en un 23,2% hi vivien nens de menys de 18 anys, en un 53,7% hi vivien parelles casades, en un 3,7% dones solteres, i en un 31,7% no eren unitats familiars. En el 28% dels habitatges hi vivien persones soles l'11% de les quals corresponia a persones de 65 anys o més que vivien soles. El nombre mitjà de persones vivint en cada habitatge era de 2,51 i el nombre mitjà de persones que vivien en cada família era de 3,07.
Per edats la població es repartia de la següent manera: un 24,8% tenia menys de 18 anys, un 8,3% entre 18 i 24, un 25,2% entre 25 i 44, un 28,6% de 45 a 60 i un 13,1% 65 anys o més.
L'edat mediana era de 39 anys. Per cada 100 dones de 18 o més anys hi havia 98,7 homes.
La renda mediana per habitatge era de 27.857 $ i la renda mediana per família de 30.625 $. Els homes tenien una renda mediana de 23.438 $ mentre que les dones 20.250 $. La renda per capita de la població era d'11.740 $. Entorn del 21,2% de les famílies i el 26,4% de la població estaven per davall del llindar de pobresa.

## Poblacions més properes
El següent diagrama mostra les poblacions més properes.